# Canapi
Canapi là một đô thị ở bang Alagoas, Brasil. Dân số năm 2004 ước tính là 16.669 người.